# Nematocampa amandaria
Nematocampa amandaria là một loài bướm đêm trong họ Geometridae.